# Les Rivières-Henruel
Les Rivières-Henruel è un comune francese di 169 abitanti situato nel dipartimento della Marna nella regione del Grand Est.

## Società

### Evoluzione demografica
Abitanti censiti